# Suthora
Suthora is een geslacht van zangvogels. Deze vogels zijn  niet verwant aan de mezen, maar behoren tot de familie Paradoxornithidae (diksnavelmezen).

## Soorten
- Suthora davidiana  – Kleine diksnavelmees
- Suthora fulvifrons  – Geelkopdiksnavelmees
- Suthora nipalensis  – Grijswangdiksnavelmees
- Suthora verreauxi  – Gouden diksnavelmees
- Suthora atrosuperciliaris  – Witkeeldiksnavelmees
- Suthora conspicillata  – Brildiksnavelmees
- Suthora zappeyi  – Zappeys diksnavelmees
- Suthora brunnea  – Bruinvleugeldiksnavelmees
- Suthora ricketti  –  Yunnandiksnavelmees
- Suthora webbiana  – Bruinkopdiksnavelmees
- Suthora alphonsiana  – Grijskeeldiksnavelmees
- Suthora przewalskii  – Przewalski's diksnavelmees